# HMS D4
HMS D4 – brytyjski okręt podwodny typu D. Zbudowany w latach 1910–1911 w Vickers, Barrow-in-Furness, gdzie okręt został wodowany 25 maja 1911 roku. Rozpoczął służbę w Royal Navy 29 listopada 1911 roku. Pierwszym dowódcą został Lt. M.E. Nasmith. HMS D4 był pierwszym brytyjskim okrętem podwodnym, w którym na stałe zostało zamontowane działo QF.
W 1914 roku D4 stacjonował w Harwich przydzielony do Ósmej Flotylli Okrętów Podwodnych (8th Submarine Flotilla) pod dowództwem Lt. Cdr. Kennetha M. Bruce'a.
15 czerwca 1914 roku D4 zatopił osiadły na mieliźnie w Zatoce Helgolandzkiej, niemiecki stawiacz sieci „Bielefeld”.
12 maja 1918 roku D4 pod dowództwem Lt. Claude'a Barry'ego storpedował i zatopił niemiecki okręt podwodny SM UB-72.
17 grudnia 1921 roku został sprzedany firmie H. Pounds z Portsmouth.